# 224-й окремий автомобільний батальйон (Україна)
224-й окремий автомобільний батальйон (224 ОАБ, в/ч А2375) — формування автомобільних військ сухопутних військ ЗС України. Виконує завдання з підвозу боєприпасів, паливно-мастильних матеріалів та інших матеріально-технічних засобів. Сформоване у складі Оперативного командування «Захід».

## Структура
- управління
- 1-ша автомобільна рота
- 2-га автомобільна рота
- 3-тя автомобільна рота
- взвод матеріального забезпечення
- взвод зв'язку
- взвод охорони
- медичний пункт[1]

## Командування
- Гордієнко Геннадій Павлович (2016)[2]